# North Slope

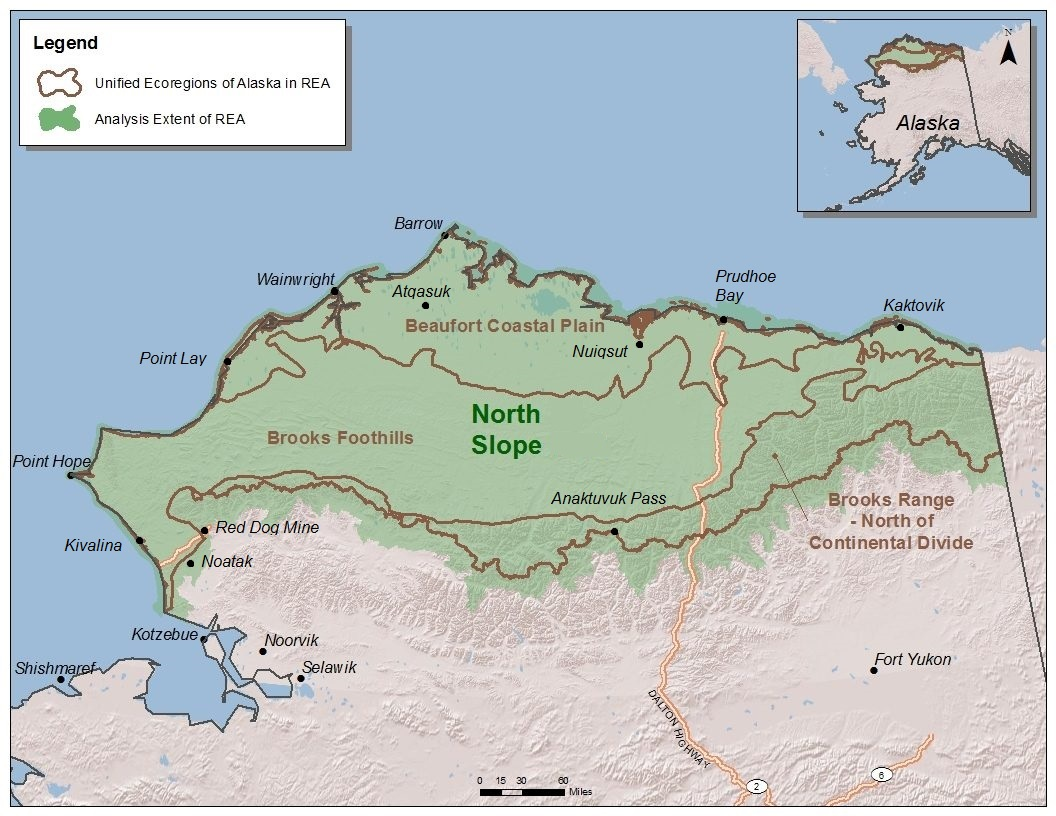
Die North Slope im Norden von Alaska

Die North Slope ist eine Region im US-Bundesstaat Alaska mit einer Fläche von 230.500 km². Große Teile der Region liegen im North Slope Borough. Sie ist begrenzt durch die Nordhänge der Brookskette im Süden und die Tschuktschensee und die Beaufortsee, Randmeere des Nordpolarmeers, im Norden.
Das National Petroleum Reserve–Alaska (NPR-A) mit dem Ölfeld in Prudhoe Bay befindet sich in der Region. Das gewonnene Erdöl wird mit der Trans-Alaska-Pipeline nach Süden transportiert. Das Arctic National Wildlife Refuge, das nördlichste Naturschutzgebiet der USA, liegt in der Küstenebene der North Slope. Der Dalton Highway ist die einzige Straßenverbindung in die Region.

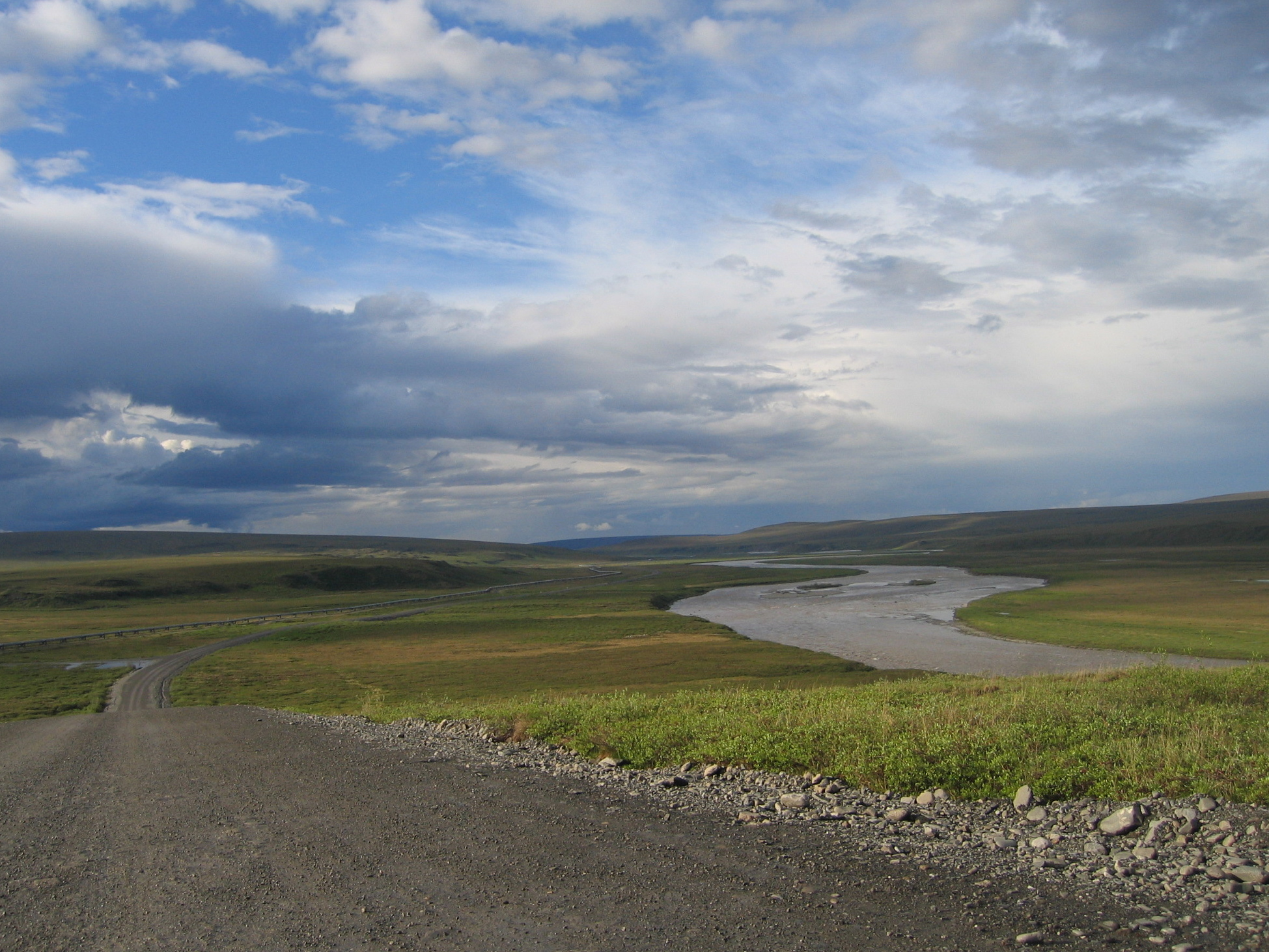
Dalton Highway und Sagavanirktok River

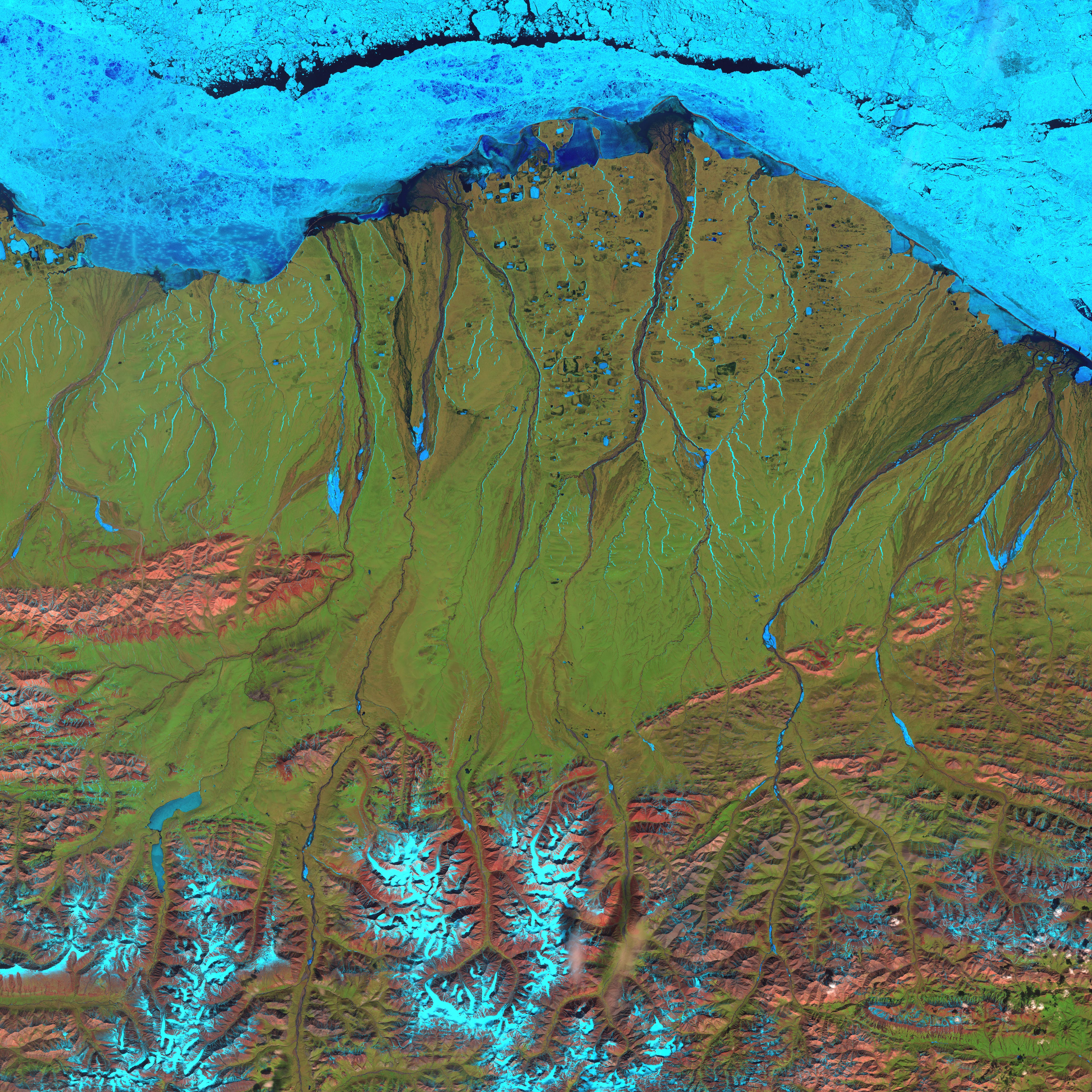
Satellitenaufnahme der North Slope (oben das Nordpolarmeer, unten die Brookskette)

Nur die obersten Schichten des Tundrabodens der North Slope tauen im Sommer auf. Auf diesem Permafrostboden fließt das Regen- und Schmelzwasser in breiten, flachen Strömen zum Meer oder bildet große Tümpel und Seen. Nördlich des Polarkreises sinkt in Alaska die Baumgrenze auf Meereshöhe, die North Slope ist somit baumfrei. An den Hängen der Brookskette nisten unter anderem Tundraschwäne, arktische Seeschwalben, Falkenraubmöwen, Plüschkopfenten und Schneeeulen. Die beiden größten Karibuherden Alaskas, die „Western Arctic“ mit bis zu 400.000 Tieren und die „Porcupine“ mit ca. 160.000 Tieren, durchwandern die North Slope.
In der North Slope herrscht Polarklima. Die von der Brookskette aufgestauten arktischen Luftmassen und die durch den flachen Einstrahlungswinkel bedingte geringe jährliche Energieeinstrahlung lassen die Durchschnittstemperatur im wärmsten Monat Juli nicht über 10 °C steigen. Die langen Sonnenscheinphasen im Sommer reichen jedoch aus, um an der arktischen Küste einen eisfreien Gürtel entstehen zu lassen. Die Niederschlagsmenge ist mit etwa 120 mm im Jahr vergleichbar mit der in Wüstenregionen.